# Orden Nerón
La Orden sobre las demoliciones en el territorio del Reich (Befehl betreffend Zerstörungsmaßnahmen im Reichsgebiet), abreviada posteriormente como «Orden Nerón», fue una de las normas jurídicas que los nazis utilizaron para aplicar a gran escala una táctica de tierra quemada al final de la Segunda Guerra Mundial en territorio alemán. El objetivo perseguido por el régimen hitleriano con la inutilización de las infraestructuras era impedir el avance de las unidades militares aliadas. 
Sus disposiciones implicaban la destrucción de puentes, carreteras, instalaciones ferroviarias y portuarias, líneas de teléfono y telégrafo, y hasta canales de regadío, pero la mayoría de estas disposiciones no fueron ejecutadas intencionalmente, (entre otros por Albert Speer, ministro competente en la materia), o bien fueron simplemente imposibles de cumplir por las autoridades locales alemanas debido al caos organizativo de las últimas semanas de la guerra, así como por la escasez de explosivos y personal para ejecutar destrucciones masivas a nivel nacional.
La Orden Nerón fue firmada por Adolf Hitler el 19 de marzo de 1945. El nombre popular que se le adjudicó más tarde tuvo como origen la actitud que se atribuye al emperador romano Nerón en el año 64 durante el gran incendio de Roma donde la leyenda afirma que Nerón buscó la destrucción deliberada de la urbe romana. A menudo se asume que el pretendido beneficio militar que fundamentaba esta norma fue utilizado simplemente como una excusa política, ya que Hitler había llegado a la conclusión de que el pueblo alemán «había perdido su derecho a la existencia» al haber sido vencido por «las gentes del Este» y ahora debía resignarse a la derrota y afrontar las consecuencias. Sin embargo, la literalidad de la Orden declaraba que su propósito era hacer imposible a los enemigos del Reich el uso de la infraestructura existente en suelo alemán a pesar de la desesperada situación militar del régimen nazi.

Es ist ein Irrtum zu glauben, nicht zerstörte oder nur kurzfristig gelähmte Verkehrs-, Nachrichten-, Industrie- und Versorgungsanlagen 
 bei der Rückgewinnung verlorener Gebiete für eigene Zwecke wieder in Betrieb nehmen zu können.
 Der Feind wird bei seinem Rückzug uns nur eine verbrannte Erde zurücklassen und  jede Rücksichtnahme auf die Bevölkerung fallen lassen. Ich befehle daher: 
1. Alle militärischen Verkehrs-, Nachrichten-, Industrie- und Versorgungsanlagen sowie Sachwerte innerhalb des Reichsgebietes, 
 die sich der Feind zur Fortsetzung seines Kampfes irgendwie sofort oder in absehbarer Zeit nutzbar machen kann, sind zu zerstören.
«Es un error creer que las infraestructuras industriales, de transporte, de  comunicaciones o de suministros no destruidas o paralizadas solo temporalmente puedan volver a ponerse en funcionamiento para nuestros fines cuando el territorio perdido sea recuperado nuevamente. 
El enemigo en su retirada solo dejará tierra quemada y ninguna consideración por la población. Por lo tanto, ordeno:

1. Todas las instalaciones militares, industriales, de transporte, de comunicaciones y de suministro, así como cualesquiera otros inmovilizados materiales que se hallen en el territorio del Reich
 y que puedan ser de cualquier utilidad para el enemigo de forma inmediata o en un próximo futuro para la continuación de la guerra, han de ser destruidos».

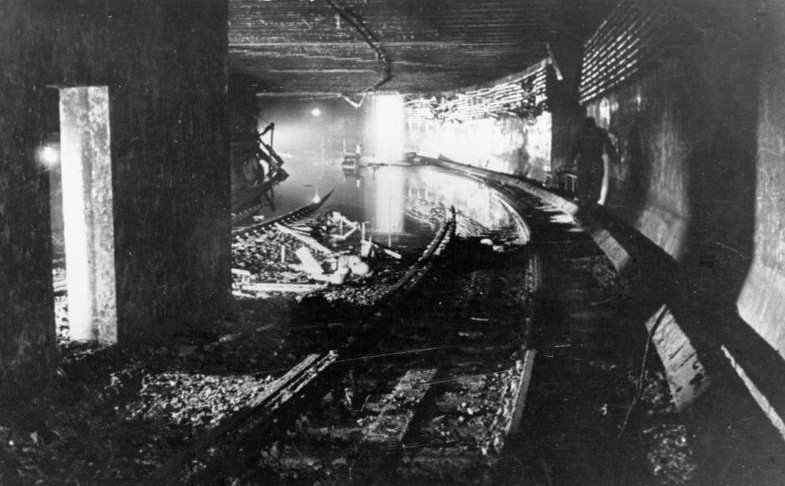
Metro de Berlín inundado tras una explosión, mayo de 1945

Uno de los hechos más famosos asociados a la Orden Nerón es la voladura, el 2 de mayo de 1945, a las 7:55 a. m., de la cubierta del túnel norte-sur del S-Bahn de Berlín bajo el Landwehrkanal, lo que provocó una gran inundación en el metro de la ciudad. Sin embargo, todavía se desconoce si la demolición fue intencionada y qué la causó, ya que además de los que la atribuyeron a tropas SS encargadas de la ejecución de la Orden Nerón, hubo testigos oculares que informaron sobre la inundación parcial del túnel en los días finales de la guerra debido a los daños existentes en las tuberías de suministro y alcantarillado de la ciudad.